# チェロソナタ第5番 (ベートーヴェン)
ルートヴィヒ・ヴァン・ベートーヴェンのチェロソナタ第5番（チェロソナタだいごばん）作品102-2は、1815年の作。第4番作品102-1と連作であり、非常に簡潔な小品である。

## 曲の構成
第3番の雄大な規模と異なり、室内楽の範囲にありながらピアノソナタ第31番と同様にバッハのフーガ技法を取り入れている。ベートーヴェンのチェロソナタ5曲で唯一緩徐楽章を使用している。作曲者最後のチェロ作品として後のロマン派音楽につながる自由な創意が認められる。第2楽章と第3楽章は切れ目なく演奏される。演奏時間は約20分。
第1楽章 Allegro con brio
ニ長調、4分の4拍子、簡潔なソナタ形式。冒頭からピアノによる16分音符のD-Fis-E-D、二分音符1.5拍によるD音の主題が繰り返される。ピアノソナタ第3番と作曲素材は類似しているが、チェロの強い音量に配慮した華やかさがあり、ピアノ独奏曲よりも更にAllegro con brioになっている。またピアノ左手のトレモロが多くこの点でも華やか。
中間部はハ長調、展開は短くト長調で主題を出した後に再現部。コーダにわずかに自由な和声が現れる。
第2楽章 Adagio con molto sentimento
その名のとおり落ち着いた叙情的な楽章。4分の2拍子、ニ短調。低音の主題が美しい。
第3楽章 Allegro
ニ長調、4分の3拍子。非常に巧みな4声のフーガ。